# Letrouitia leprolyta
Letrouitia leprolyta är en lavart som först beskrevs av William Nylander och fick sitt nu gällande namn av Joseph Hafellner. 
Letrouitia leprolyta ingår i släktet Letrouitia och familjen Letrouitiaceae.   Inga underarter finns listade i Catalogue of Life.